# Alsophis sibonius
Alsophis sibonius (домініканський полоз) — вид змій родини полозових (Colubridae). Ендемік Домініки.

## Поширення і екологія
Домініканські полози є ендеміками острова Домініки в архіпелазі Малих Антильських островів. Вони живуть в тропічних лісах, прибережних і сухих чагарниках, на гірських луках, на узліссях мангрових лісів та в садах.